# Rhodinia fugax
Rhodinia fugax — бабочка из семейства Павлиноглазок.

## Описание

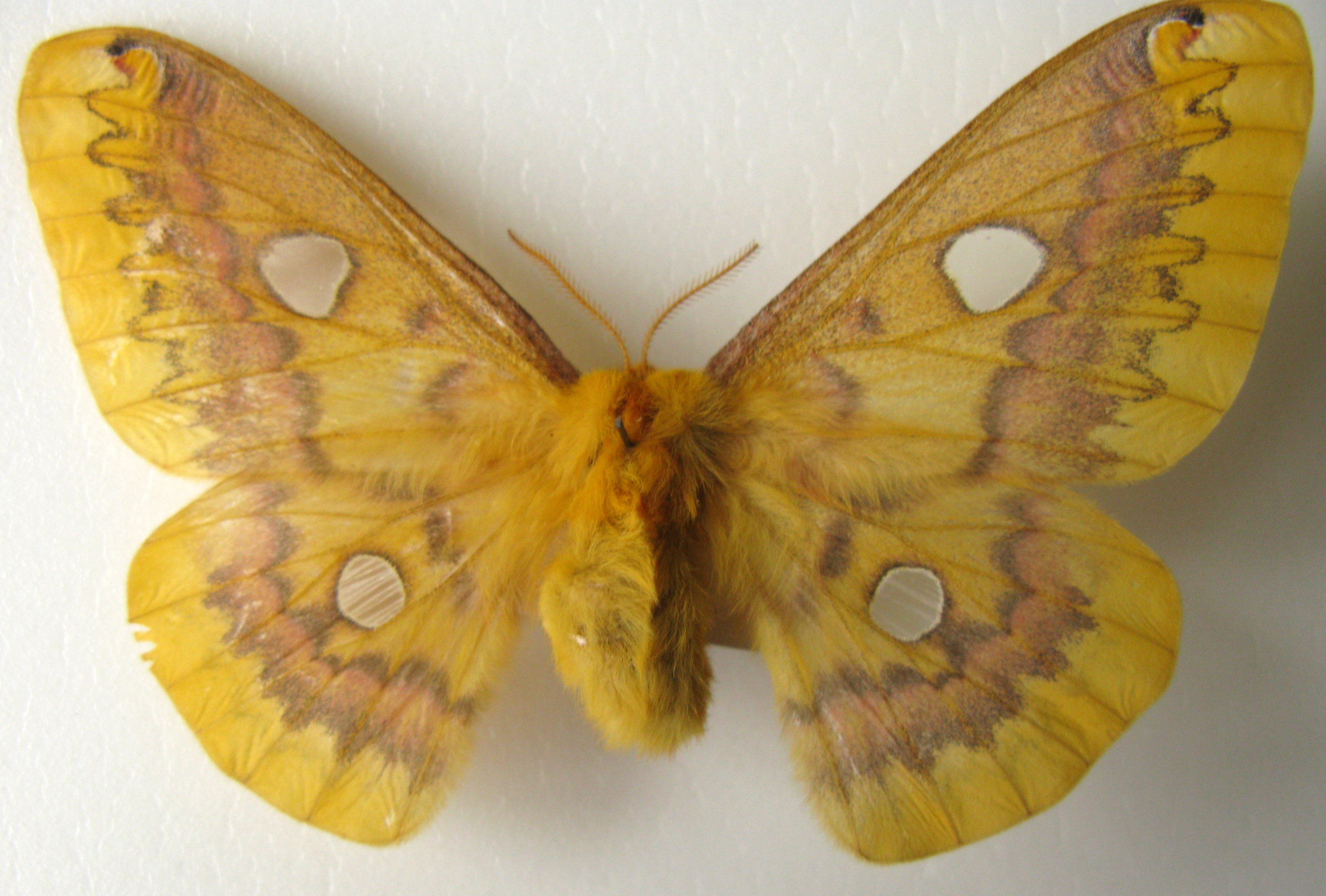
Rhodinia fugax diana. Самка

Размах крыльев самцов до 80 мм, самок — до 95 мм. Выражен половой диморфизм — различная окраска и форма крыльев.
Крылья самцов узкие с вытянутой и загнутой вершиной, окрашены в коричневые тона, порой к кирпично-коричневым оттенком. Крылья самок широкие округлые и могут быть салатовыми, желтыми или светло-желтыми. На обеих парах крыльев круглые «глазки». На вершинах крыльев есть серповидные изогнутые окошечки.
Время лёта: в конце сентября — октябре. Суточная активность самок с 23:00 до 02:10, у самцов — с 03:50 до 05:10.

## Жизненный цикл
Зимуют яйца. Гусеницы длиной до 5 см. Кормовое растение — монгольский дуб. При окукливании плетут светло-зеленый, суживающий книзу, кокон, который обычно подвешивается к различным растениям на пучке из нитей.

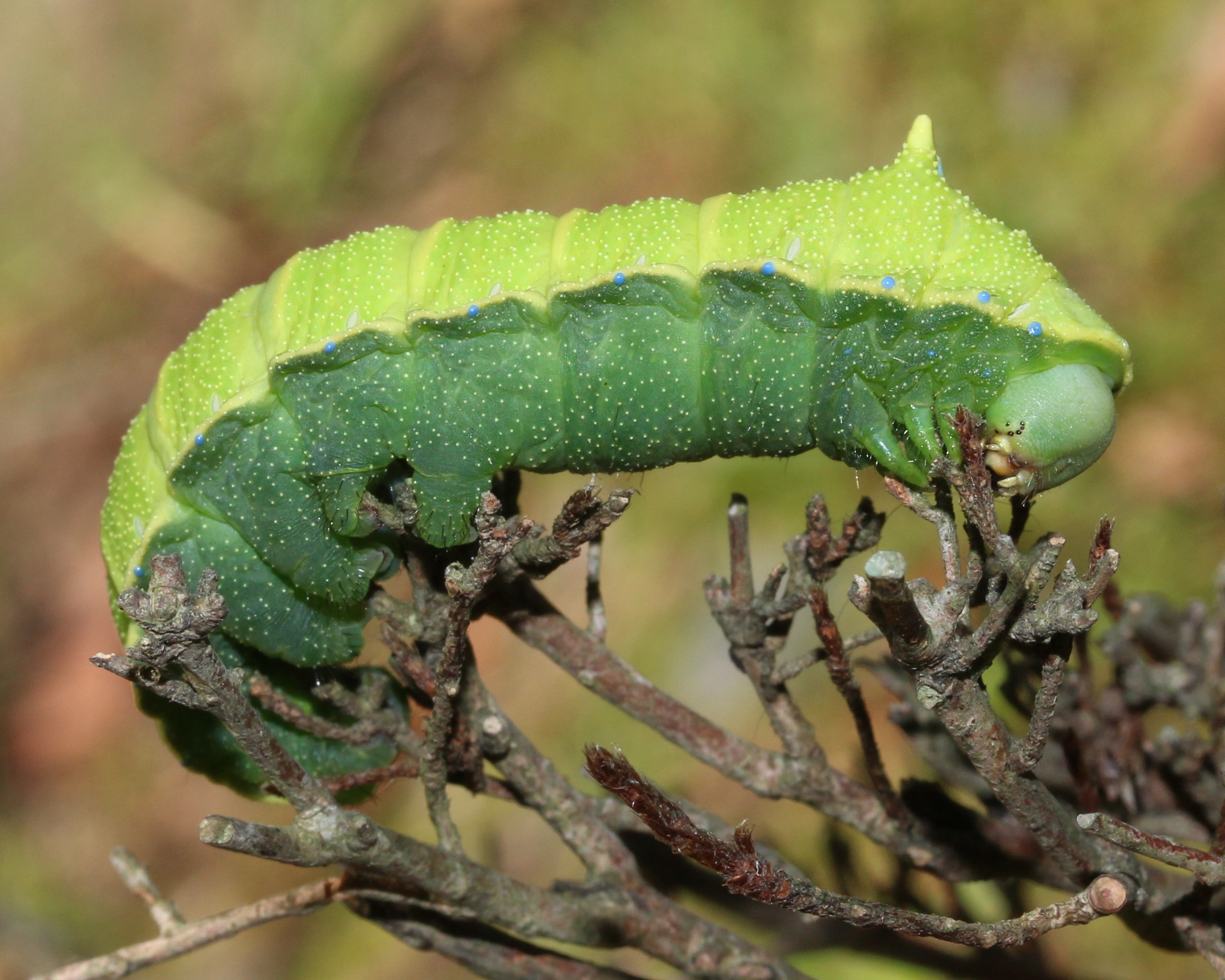
Гусеница
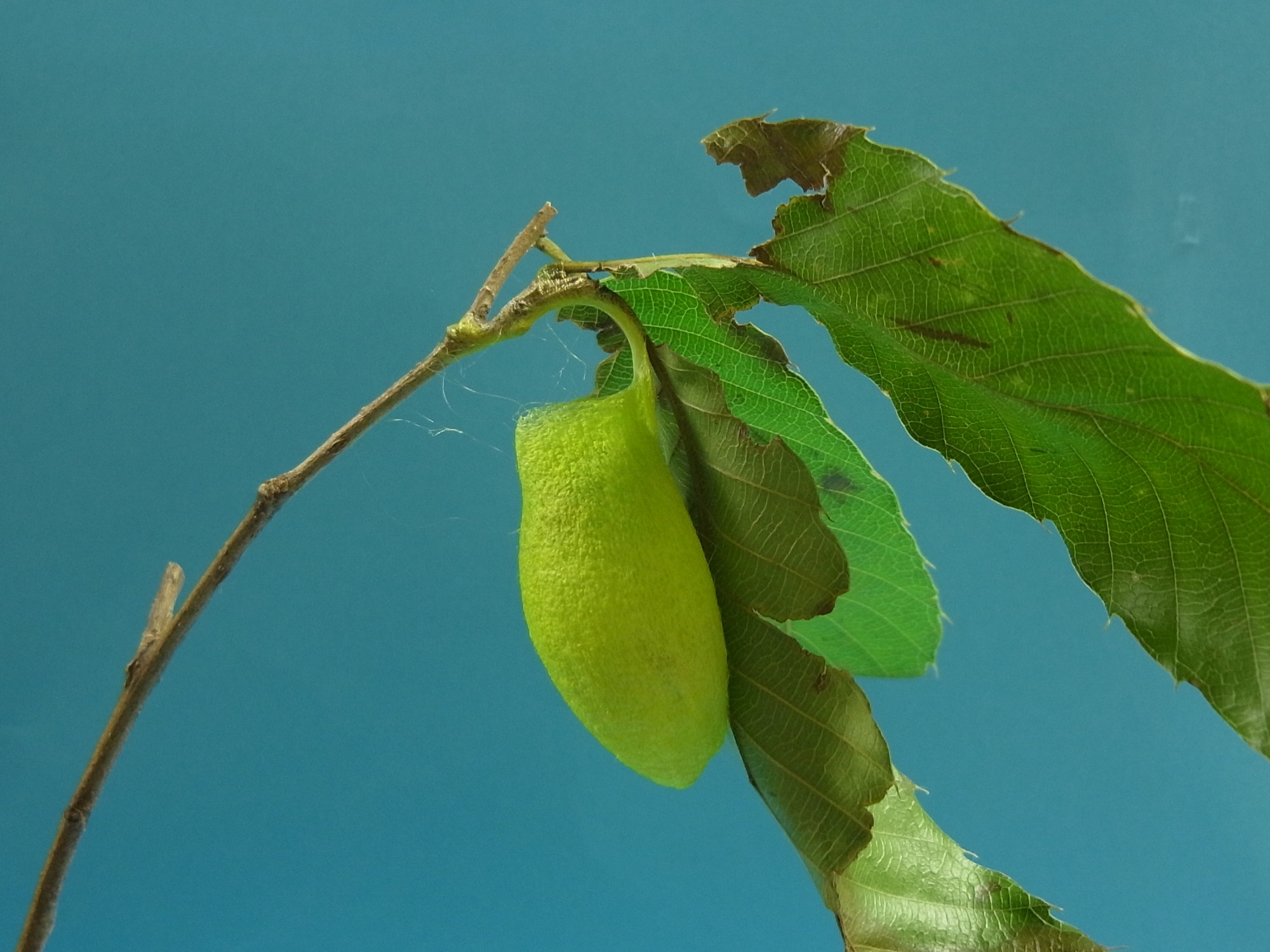
Кокон
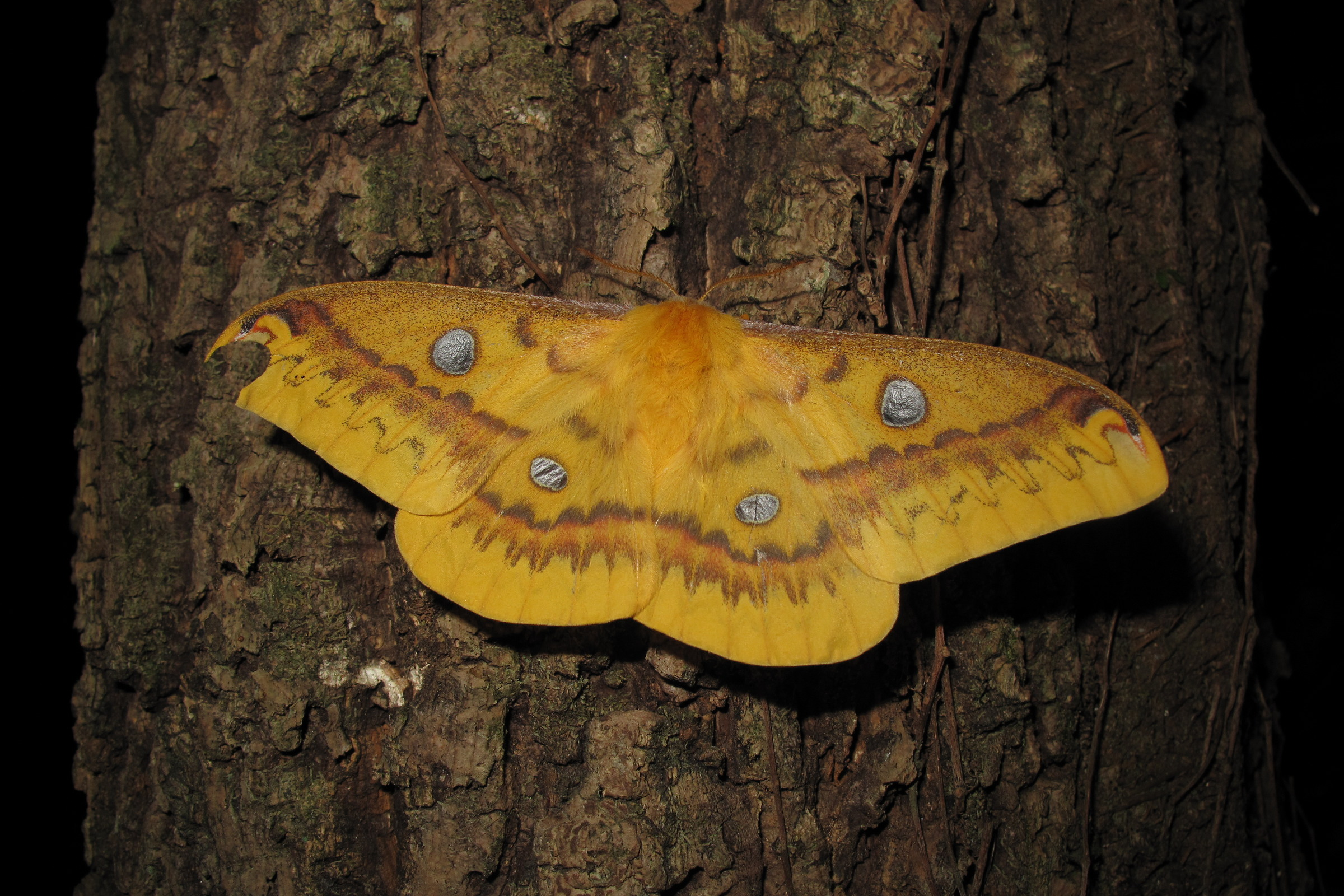
Самка

## Ареал
На территории России обитает подвид diana — Приморский край, юг Хабаровского края.
Также вид встречается в Японии.

## Подвиды
Известны следующие подвиды:
- Rhodinia fugax fugax
- Rhodinia fugax diana Oberthür, 1886
- Rhodinia fugax szechuanensis Mell, 1939